# Alejandro Arana
Alejandro Arana (Álvaro Obregón, Ciudad de México, México, 5 de agosto de 1997) es un futbolista mexicano que juega como portero, y cuyo actual equipo es Santiago Morning de la Primera B de Chile.

## Trayectoria

### CD Tudelano
El 28 de junio de 2021 se hizo oficial su llegada al CD Tudelano.

## Estadísticas

### Clubes
Actualizado al último partido jugado el 15 de diciembre de 2024.
| Coras F. C. · México                                                                                            | 2.ª                 | 2015-16             | 0  | 0 | 7  | 0 | - | - | 7  | 0 | 0,00 |
| Coras F. C. · México                                                                                            | 2.ª                 | 2016-17             | 5  | 0 | 8  | 0 | - | - | 13 | 0 | 0,00 |
| Coras F. C. · México                                                                                            | Total               | Total               | 5  | 0 | 15 | 0 | 0 | 0 | 20 | 0 | 0,00 |
| C. Irapuato · México                                                                                            | 3.ª                 | 2018                | 9  | 0 | -  | - | - | - | 9  | 0 | 0,00 |
| C. Irapuato · México                                                                                            | Total               | Total               | 9  | 0 | 0  | 0 | 0 | 0 | 9  | 0 | 0,00 |
| C. A. Zacatepec · México                                                                                        | 2.ª                 | C-2019              | 0  | 0 | 4  | 0 | - | - | 4  | 0 | 0,00 |
| C. A. Zacatepec · México                                                                                        | 2.ª                 | A-2019              | 0  | 0 | 4  | 0 | - | - | 4  | 0 | 0,00 |
| C. A. Zacatepec · México                                                                                        | Total               | Total               | 0  | 0 | 8  | 0 | 0 | 0 | 8  | 0 | 0,00 |
| Monagas S. C. · Venezuela                                                                                       | 1.ª                 | 2020                | 5  | 0 | -  | - | - | - | 5  | 0 | 0,00 |
| Monagas S. C. · Venezuela                                                                                       | Total               | Total               | 5  | 0 | 0  | 0 | 0 | 0 | 5  | 0 | 0,00 |
| A. Morelia · México                                                                                             | 2.ª                 | 2020-21             | 23 | 0 | -  | - | - | - | 23 | 0 | 0,00 |
| A. Morelia · México                                                                                             | Total               | Total               | 23 | 0 | 0  | 0 | 0 | 0 | 23 | 0 | 0,00 |
| C. D. Tudelano · España                                                                                         | 3.ª                 | 2021-22             | 0  | 0 | -  | - | - | - | 0  | 0 | 0,00 |
| C. D. Tudelano · España                                                                                         | Total               | Total               | 0  | 0 | 0  | 0 | 0 | 0 | 0  | 0 | 0,00 |
| Querétaro F. C. · México                                                                                        | 1.ª                 | 2022-23             | 0  | 0 | -  | - | - | - | 0  | 0 | 0,00 |
| Querétaro F. C. · México                                                                                        | 1.ª                 | 2023-24             | 0  | 0 | -  | - | 1 | 0 | 1  | 0 | 0,00 |
| Querétaro F. C. · México                                                                                        | Total               | Total               | 0  | 0 | 0  | 0 | 1 | 0 | 1  | 0 | 0,00 |
| C. D. Naval · España                                                                                            | 5.ª                 | 2024-25             | 10 | 0 | -  | - | - | - | 10 | 0 | 0,00 |
| C. D. Naval · España                                                                                            | Total               | Total               | 10 | 0 | 0  | 0 | 0 | 0 | 10 | 0 | 0,00 |
| Total en su carrera                                                                                             | Total en su carrera | Total en su carrera | 52 | 0 | 23 | 0 | 1 | 0 | 76 | 0 | 0,00 |
| (1) Incluye datos de Copa México. (1) Incluye datos de Leagues Cup. (3) No incluye goles en partidos amistosos. |                     |                     |    |   |    |   |   |   |    |   |      |